# Kirsten van de Ven
Kirsten Johanna Maria van de Ven (Heesch, 11 mei 1985) is een Nederlandse voetbalster. Begin 2016 verruilde ze FC Rosengård voor FC Twente.

## Carrière
Van de Ven verliet op 18-jarige leeftijd haar amateur-vereniging HVCH om een studie te gaan volgen en te gaan voetballen in Amerika. Ze begon in 2004 bij de Quinnipiac University, waar ze de tweede speelster ooit werd die in één jaar tijd zowel de Rookie of the Year award en de Player of the Year award bij de Northeast Conference in de wacht sleepte. Na haar eerste jaar in Florida ging ze naar de Florida State University, die in een betere competitie uitkomen. In die tijd maakte ze ook haar debuut voor het Nederlands elftal, nadat ze voor onder 19 in 33 wedstrijden 10 doelpunten maakte. Toen ze eind 2007 klaar was met studeren keerde ze weer terug naar Nederland en per januari 2008 ging ze bij Willem II voetballen in de nieuwe Eredivisie, waar ze direct een basisplaats kreeg.
In de zomer van 2009 nam Van de Ven deel met het Nederlands elftal aan het EK. Ze speelde alle wedstrijden, scoorde twee keer en bereikte uiteindelijk de halve finales met Nederland.
Per 1 maart 2010 verlaat Van de Ven Willem II voor de Zweedse promovendus Tyresö FF dat vanaf dan uitkomt in de Damallsvenskan. Tijdens haar debuut op tweede paasdag scoorde ze de openingstreffer voor haar club in de uitwedstrijd tegen Djurgården. Tyresö FF kreeg echter met zware financiële tegenslagen te maken, en werd uit de Damallsvenskan gezet. Van der Ven besloot om in 2014 een contract te tekenen bij FC Rosengård. In het seizoen 2015 staat ze eerste met de dames van Rosengård.
Op 12 januari 2016 werd bekend dat Kirsten van de Ven naar FC Twente vrouwen vertrekt. Met die club won ze de Eredivisie 2015/16 waarna ze haar carrière beëindigde.
Op 4 april 2011 bereikte Van de Ven de mijlpaal van 50 interlands tegen Schotland. In de wedstrijd die met 6-2 gewonnen werd scoorde ze tevens haar 12e interlandtreffer.
Van de Ven werd door bondscoach Roger Reijners opgenomen in de selectie voor het wereldkampioenschap in 2015. In de derde wedstrijd van Nederland, een 1-1-gelijkspel tegen gastland Canada, viel ze in en scoorde ze drie minuten voor tijd de gelijkmaker. In de vierde wedstrijd, de achtste finale tegen Japan, scoorde ze in de blessuretijd de aansluitingstreffer in een 2-1-nederlaag. Nederland lag desondanks uit het toernooi en Japan haalde de finale.
In 2017 werd Van de Ven aangesteld als manager vrouwenvoetbal bij de KNVB. Hier werd zij verantwoordelijk voor de verdere ontwikkeling van het meisjes- en vrouwenvoetbal in zowel de breedte- als topsport

## Persoonlijk
In haar tijd in Amerika heeft ze naast het voetballen een bachelor in Psychologie gehaald. Vervolgens heeft ze aan de Universiteit van Tilburg de Master 'Arbeids- en Organisatiepsychologie' afgerond.

## Erelijst
Nederlands Elftal
- bronzen medaille: EK 2009

 Tyresö FF
- Damallsvenskan
- Kampioen: 2012
- Zweedse beker vrouwen
- Tweede plaats: 2012
- Zweedse supercup vrouwen
- Tweede plaats: 2013

 FC Rosengård
- Damallsvenskan
- Kampioen: 2014
- Zweedse supercup vrouwen
- Kampioen: 2015
- Zweedse supercup vrouwen

 FC Twente
- Kampioen 2015/16

### Individueel
Quinnipiac University
- Rookie of the Year award (Northeast Conference): 2004
- Player of the Year award (Northeast Conference): 2004

## Statistieken
| Seizoen | Club                     | Land             | Competitie                | Wedstrijden | Doelpunten |
| ------- | ------------------------ | ---------------- | ------------------------- | ----------- | ---------- |
| 2004    | Quinnipiac University    | Verenigde Staten | Northeast Conference      | 18          | 12         |
| 2005    | Florida State University | Verenigde Staten | Atlantic Coast Conference | 17          | 5          |
| 2006    | Florida State University | Verenigde Staten | Atlantic Coast Conference | 24          | 5          |
| 2007    | Florida State University | Verenigde Staten | Atlantic Coast Conference | 26          | 7          |
| 2007/08 | Willem II                | Nederland        | Eredivisie                | 7           | 1          |
| 2008/09 | Willem II                | Nederland        | Eredivisie                | 17          | 9          |
| 2009/10 | Willem II                | Nederland        | Eredivisie                | 6           | 3          |
| 2010    | Tyresö FF                | Zweden           | Damallsvenskan            | 22          | 13         |
| 2011    | Tyresö FF                | Zweden           | Damallsvenskan            | 18          | 7          |
| 2012    | Tyresö FF                | Zweden           | Damallsvenskan            | 17          | 10         |
| 2013    | Tyresö FF                | Zweden           | Damallsvenskan            | 22          | 9          |
| 2014    | FC Rosengård             | Zweden           | Damallsvenskan            | 7           | 3          |
| 2015    | FC Rosengård             | Zweden           | Damallsvenskan            | 20          | 5          |

Laatste update: 15 mei 2015
| Interlandgoals | Interlandgoals   | Interlandgoals                                   | Interlandgoals | Interlandgoals | Interlandgoals | Interlandgoals                            |
| -------------- | ---------------- | ------------------------------------------------ | -------------- | -------------- | -------------- | ----------------------------------------- |
|                |                  |                                                  |                |                |                |                                           |
| Goal           | Datum            | Locatie                                          | Tegenstander   | Score          | Uitslag        | Competitie                                |
| 1.             | 25 oktober 2008  | Pabellón de la Ciudad del Fútbol, Madrid, Spanje | Spanje         | 2–0            | 2–0            | EK-kwalificatie 2009                      |
| 2.             | 23 augustus 2009 | Veritas Stadion, Türkü, Finland                  | Oekraïne       | 1–0            | 2–0            | EK 2009                                   |
| 3.             | 26 augustus 2009 | Olympic Stadium, Helsinki, Finland               | Finland        | 1–1            | 1–2            | EK 2009                                   |
| 4.             | 3 maart 2010     | GSP Stadium, Nicosia, Cyprus                     | Zwitserland    | 4–0            | 4–0            | 2010 Cyprus Cup                           |
| 5.             | 21 augustus 2010 | Haradzki Stadion, Maladzechna, Wit-Rusland       | Wit-Rusland    | 1–0            | 4–0            | WK-kwalificatie 2011                      |
| 6.             | 12 december 2010 | Estádio do Pacaembu, São Paulo, Brazilië         | Brazilië       | 1–1            | 2–3            | Torneio Internacional Cidade de São Paulo |
| 7.             | 15 december 2010 | Estádio do Pacaembu, São Paulo, Brazilië         | Mexico         | 1–0            | 3–1            | Torneio Internacional Cidade de São Paulo |
| 8.             | 19 december 2010 | Estádio do Pacaembu, São Paulo, Brazilië         | Mexico         | 1–0            | 2–1            | Torneio Internacional Cidade de São Paulo |
| 9.             | 7 maart 2011     | Ammochostos Stadium, Larnaca, Cyprus             | Zwitserland    | 1–0            | 6–0            | 2011 Cyprus Cup                           |
| 10.            | 7 maart 2011     | Ammochostos Stadium, Larnaca, Cyprus             | Zwitserland    | 2–0            | 6–0            | 2011 Cyprus Cup                           |
| 11.            | 7 maart 2011     | Ammochostos Stadium, Larnaca, Cyprus             | Zwitserland    | 3–0            | 6–0            | 2011 Cyprus Cup                           |
| 12.            | 3 april 2011     | Kras Stadion, Volendam, Nederland                | Schotland      | 1–0            | 6–2            | Vriendschappelijk                         |
| 13.            | 22 oktober 2011  | Gradski stadion, Vrbovec, Kroatië                | Kroatië        | 2–0            | 3–0            | EK-kwalificatie 2013                      |
| 14.            | 19 november 2011 | Ivančna Gorica Stadion, Ivančna Gorica, Slovenië | Slovenië       | 1–0            | 2–0            | EK-kwalificatie 2013                      |
| 15.            | 5 april 2012     | De Koel, Venlo, Nederland                        | Slovenië       | 2–1            | 3–1            | EK-kwalificatie 2013                      |
| 16.            | 7 februari 2015  | Polman Stadion, Almelo, Nederland                | Thailand       | 7–0            | 7–0            | Vriendschappelijk                         |
| 17.            | 15 juni 2015     | Olympic Stadium, Montreal, Canada                | Canada         | 1–1            | 1–1            | WK 2015                                   |
| 18.            | 23 juni 2015     | BC Place, Vancouver, Canada                      | Japan          | 1–2            | 1–2            | WK 2015                                   |

1 Geurts ·
2 Van Lunteren ·
3 Van der Gragt ·
4 Van den Berg ·
5 Hogewoning ·
6 Dekker ·
7 Melis ·
8 Spitse ·
9 Miedema ·
10 Van de Donk ·
11 Martens ·
12 Bito ·
13 Janssen ·
14 Hoogendijk ·
15 Van Dongen ·
16 Van Veenendaal ·
17 Middag ·
18 Van Erp ·
19 Van de Ven ·
20 Roord ·
21 Lewerissa ·
22 Van de Sanden ·
23 Christ ·
Coach: Reijners
1: Geurts ·
2: Bito ·
3: Koster ·
4: Van Dongen ·
5: Van den Heiligenberg ·
6: Hoogendijk ·
7: Van de Ven ·
8: Spitse ·
9: Melis ·
10: Van de Donk ·
11: Martens · 12: Heuver · 13: Smit · 14: Slegers · 15: Stentler · 16: Van Veenendaal · 17: Worm · 18: Dekker · 19: Versteegt · 20: Van Lunteren · 21: De Ridder · 22: Roelvink · 23: Christ · Coach: Reijners
1: Geurts ·
2: Bito ·
3: Koster ·
4: Meulen ·
5: Hogewoning ·
6: Hoogendijk ·
7: Kiesel-Griffioen ·
8: Van de Ven ·
9: Melis ·
10: Stevens ·
11: Smit · 12: Brummel · 13: Christ · 14: De Boer · 15: Van den Heiligenberg · 16: Dugardein · 17: Spitse · 18: De Vries · 19: Pieëte · 20: Van Dalen · 21: De Ridder · 22: Van de Sanden · Coach: Pauw